# لش‌سر
لش سر، روستایی است از توابع بخش مرکزی شهرستان کلاردشت در استان مازندران ایران.

## جمعیت
این روستا در شهرستان کلاردشت قرار دارد و براساس سرشماری مرکز آمار ایران در سال ۱۳۹۵، جمعیت آن ۲۵۴ نفر (۸۱خانوار) بوده‌است. مردم لش سر از قومیت طبری هستند. مردم لش سر به زبان طبری و گویش کلارستاقی سخن می‌گویند.